# ظربان (جنس)
الظَّرِبَانُ أو الراتِل أو الشنصر أو آكل العسل هو جنس من فصيلة ابن عرس يحتوي على غرير العسل (يسمى أيضًا الظربان). هناك نوعان منقرضان معروفان. الموطن الأصلي لغرير العسل هو معطم إفريقيا وجنوب آسيا بينما توجد أحفوريات أقارب في تلك المناطق وجنوب أوروبا.

## الوصف
أنواع مستطيلة الجثة قصيرة القوائم غبراء الصفحة العليا من قفن الرأس إلى الذنب. أذنابها صغيرة مستديرة. هلبها كثيف وغليظ. أظفارها طويلة حادة. مسرحها من الغروب إلى الفجر. قوتها العسل والفأر والحيات والعصافير والدويبات والثمار وجذور بعذ الاشجار.